# كعكة الجبن اليابانية
فطيرة الجبن اليابانية (أيضًا كعكة الجبن القطنية أو كعكة الجبن الخفيفة) هي نوع من الكعك الإسفنجي نشأ في هاكاتا، فوكوكا، اليابان في عام 1947. لها نكهة أقل حلاوة وسعرات حرارية أقل من كعكة الجبن التقليدية، وتحتوي على جبن وسكر أقل. الكعك مصنوع من الجبن والزبدة والسكر والبيض. وهو مصنوع تقليديا في حمام ماريا .  
على غرار كعكة الشيفون، تحتوي كعكة الجبن اليابانية على قوام رقيق ينتج عن طريق خفق بياض البيض وصفار البيض بشكل منفصل. اشتهرت الكعكة في التسعينيات كطبق مميز لمخبز تشيز كيك العملاق تيتسو .  